# Földy László
Földy László (Budapest, 1934. szeptember 30. – Bázel, 2015. február 18. vagy előtte) asztaliteniszező, edző.

## Életpályája
1949-től a Széchenyi Fürdő, 1951-től a Budapesti Dózsa, 1954-től a Zuglói Dózsa, majd 1957-től a Budapesti Vörös Meteor asztaliteniszezője volt. 1953-tól 1963-ig szerepelt a magyar válogatottban. Legjobb egyéni eredményét az 1960. évi zágrábi Európa-bajnokságon érte el, ahol a harmadik helyet szerezte meg.
1964-ben a Testnevelési Főiskola Sportvezető és Edzőképző Intézetében edzői oklevelet szerzett, majd Svájcban telepedett le. 1971-től a svájci válogatottban szerepelt. Az aktív sportolást 1979-ben fejezte be.

## Magánélete
Felesége volt Kóczián Éva világbajnok asztaliteniszező.

## Sporteredményei

### Világbajnokságokon
- kétszeres világbajnoki 2. helyezett:
  - 1957, Stockholm: csapat (Berczik Zoltán, Gyetvai Elemér, Péterfy Miklós, Sidó Ferenc)
  - 1959, Dortmund: csapat (Bercik Zoltán, Bubonyi Zoltán, Pigniczky László, Sidó Ferenc)
- négyszeres világbajnoki 3. helyezett:
  - 1953, Bukarest: vegyes páros (Kóczián Éva)
  - 1955, Utrecht: csapat (Kóczián József, Sidó Ferenc, Somogyi József, Szepesi Kálmán)
  - 1959, Dortmund: férfi páros (Berczik Zoltán)
  - 1961, Peking: csapat (Berczik Zoltán, Péterfy Miklós, Rózsás Péter, Sidó Ferenc)
- világbajnoki 4. helyezett:
  - 1954, London: csapat (Gyetvai Elemér, Sebők Miklós, Sidó Ferenc)

### Európa-bajnokságokon
- kétszeres Európa-bajnok
  - 1958, Budapest: csapat (Berczik Zoltán, Bubonyi Zoltán, Gyetvai Elemér, Sidó Ferenc)
  - 1960, Zágráb: csapat (Berczik Zoltán, Bubonyi Zoltán, Halpert Tamás, Sidó Ferenc)
- Európa-bajnoki 3. helyezett
  - 1960, Zágráb: egyéni

### Főiskolai világbajnokságokon
- kétszeres főiskolai világbajnok:
  - 1954, Budapest: egyes
  - 1954, Budapest: vegyes páros (Kóczián Éva)
- főiskolai világbajnoki 2. helyezett:
  - 1954, Budapest: férfi páros (Bubonyi Zoltán)

### Magyar bajnokságokon
- hatszoros magyar bajnok:
  - 1953: csapat (Csillik György, Péterfy Miklós, Potocsny Gyula, Szepesi Kálmán, Várkonyi László)
  - 1953: vegyes páros (Kóczián Éva)
  - 1958: férfi páros (Bubonyi Zoltán)
  - 1959: férfi páros (Berczik Zoltán)
  - 1961: csapat (Árvai László, Hámori Tibor, Jassó István, Lotaller Viktor, Péterfy Miklós, Sidó Ferenc)
  - 1963: csapat (Balogh László, Faházi János, Jancsó József, Kubitsch Lajos, Péterfy Miklós)